# توماجارفي
توماجارفي هي بحيرة ضحلة متوسطة الحجم في منطقة تجمعات المياه الرئيسية توماجوكي. وهي تقع في منطقة شمال كاريليا في الشرق الاقصى من فنلندا، خارج بلدة توماجارفي المجاورة للحدود مع روسيا.